# Великобритания на чемпионате Европы по водным видам спорта 2018
На чемпионате Европы по водным видам спорта 2018, который проходил в Глазго с 3 по 12 августа 2018 года Великобритания выступала во всех 4 видах спорта.

## Медали
| Золото  |                                                         |                                                            |           |
| №       | Спортсмены                                              | Вид спорта (дисциплина)                                    | Дата      |
| 1       | Адам Пити                                               | Плавание (100 метров брассом, мужчины)                     | 4 августа |
| 2       | Джорджия Дэвис                                          | Плавание (50 метров на спине, женщины)                     | 5 августа |
| 3       | Калюм Джарвис Данкан Скотт Томас Дин Джеймс Гай         | Плавание (эстафета 4×200 метров вольным стилем, мужчины)   | 5 августа |
| 4       | Джорджия Дэвис Адам Пити Джеймс Гай Фрея Андерсон       | Плавание (смешанная комбинированная эстафета 4×100 метров) | 6 августа |
| Серебро |                                                         |                                                            |           |
| №       | Спортсмены                                              | Вид спорта (дисциплина)                                    | Дата      |
| 1       | Джеймс Уимлби                                           | Плавание (100 метров брассом, мужчины)                     | 4 августа |
| 2       | Данкан Скотт                                            | Плавание (100 метров вольным стилем, мужчины)              | 5 августа |
| 3       | Джеймс Уимлби                                           | Плавание (200 метров брассом, мужчины)                     | 6 августа |
| Бронза  |                                                         |                                                            |           |
| №       | Спортсмены                                              | Вид спорта (дисциплина)                                    | Дата      |
| 1       | Ханна Мили                                              | Плавание (400 метров комплексным плаванием, женщины)       | 3 августа |
| 2       | Стивен Милн Крейг Маклин Катрин Гринслейд Фрея Андерсон | Плавание (смешанная эстафета 4×200 метров вольным стилем)  | 4 августа |
| 3       | Элис Томас                                              | Плавание (200 метров баттерфляем, женщины)                 | 6 августа |
| 4       | Макс Литчфилд                                           | Плавание (200 метров комплексным плаванием, мужчины)       | 6 августа |